# シャンパーニュの大市
シャンパーニュの大市（シャンパーニュのおおいち、Les grandes Foires de Champagne）は、12世紀頃から13世紀にかけて、フランス北東部、シャンパーニュ平原の諸都市で開かれた大規模な交易市である。

## 概要
シャンパーニュは、マース・モーゼル・セーヌの河川に囲まれ、輸送手段として船が多用された当時の欧州において、東西南北に通ずる絶好の地理条件を持っていた。ローマの詩人であるシドニウス・アポリナリスが5世紀にシャンパーニュとブリーの市について記している。
シャンパーニュの大市は、ぶどうを産しない地方の商人がワインを入手するための季節市場が起源とされる。やがて低地地方からの毛織物や毛皮の取引が増え、それを求めて東方の商品を持ち込むイタリア商人をはじめ、ヨーロッパ各地の商人が集まる場となった。この地域を統治したシャンパーニュ伯は、対外戦争よりも市場を保護した方が利益になると考えた。シャンパーニュ伯は、11世紀末から12世紀前半にかけて、大市の開催サイクルを整えた。領内の6ヵ所の年市の開催時期を調整し、年間を通して年市が開催されるようにしたのである。同様の年市サイクルは、フランドル伯領や、ブルゴーニュ公領でも見られた。シャンパーニュ伯は市場の自主性を保証して1154年にラニーの市税を免除するなど、商人の保護に尽力することと引き換えに、領内の経済を活性化して富を得ることになった。
ヴェネツィア、ジェノヴァなどのイタリア商人の支配する地中海商業圏と、ハンザ同盟が主軸を成した北欧商業圏が、中間地点であるシャンパーニュで交易を行った。イタリア商人のもたらす香辛料、染料、医薬品、宝石、絹織物など、軽くてかさばらない東方奢侈品と、北欧・イングランド・ロシアからもたらされた羊毛、毛皮、蝋、蜂蜜、ニシン、木材、小麦、卑金属類など重くてかさばる産業財・生活必需品が、一堂に取引された大国際市場であった。
14世紀に入ると、シャンパーニュ伯であったルイ10世がフランス王に即位し、シャンパーニュは1314年に国王領となる。この頃から、国家財政の悪化につれて税金が高騰する。また、流通が活発になるにつれて週市や常設店舗が年市よりも重要性を増した。一方、イタリア商人は羅針盤を手に入れ、1274年には北海にジェノヴァのガレー船が姿を見せ、1277年にジェノヴァ商人のスピノラ家がフランドルのズウィン湾に到達し、フランドル・イングランドまで直行するに至る。こうして、シャンパーニュの大市は国際市場としての役割を終えた。

## 開催の手続き
平原に位置するトロア、バール＝シュル＝オーブ、ラニー、プロヴァンの4都市で1回あたり40～50日間、年6回持ち回りで市を開いた。
- 1月 - ラニー
- 3月 - バール＝シュル＝オーブ
- 5月 - プロヴァン北部
- 7月 - トロア（夏の市）
- 9月 - プロヴァン南部
- 11月 - トロア（冬の市）

上記のように市はほぼ1年を通じて行われていた。上述の遠隔地商人だけではなく、地元小売商、行商人も参加していた。大規模であったので祭事的な側面もあり、大道芸人、見世物師、売春婦、物乞いなども現われ、近在の一般住人も購入に訪れるなど、にぎやかなものであった。
次のような順序で市が開かれた。
「織物の市」→「皮の市」→「ハカリの市（香辛料や油、紡ぎなど秤で量を計って売るものの他、家畜、刃物、雑貨類など多岐にわたる）」
たとえば、毛織物商人たちは次の絹織物商人たちが取引を開始する前に売買の清算をしておく習慣があった。両替商が到着すると、参加商人たちの片付け、外国貨幣の両替、清算などが済まされ、ひとつの市が終わる。次の開催都市に移動する者もあれば、母国に引き上げる者もいた。決済用の基準貨幣にはプロヴィノア貨（またはプロヴァン貨）が用いられ、両替商は4週間にわたり母国の通貨に両替をする人々のために滞在した。市が閉じたあとでも、支払いをすませていない者のために15日間の調整期間があった。

## ゲーム理論による考察
個人的関係によらない、大規模な市場が発達した裏には、大市の裁判所（Lex mercatoria）の存在・機能があったのだという、ゲーム理論を用いた考察が、スタンフォード大学教授ポール・ミルグロムによってなされた。裁判所（強制力を保持しない）が、事故情報の記録を行い照会・媒介を提供することで、集団的懲罰に近い機能を有したことが市場の発達の一因であるということである。ただし、同大学教授アブナー・グライフは、匿名性の高い空間における個人の特定困難性、（平均寿命の低い当時の）評判メカニズムの時間非整合性を理由に懐疑的である。